# 서세원쇼
《서세원쇼》는 1996년 10월 15일부터 2002년 8월 6일까지 방송되었던 예능 프로그램이다.

## 기획 의도
시청자들의 사랑을 받는 연예인들의 재치와 끼를 보여주는 예능 프로그램이다.

## 방송 시간
| 방송 채널 | 방송 기간                          | 방송 시간                                |
| --------- | ---------------------------------- | ---------------------------------------- |
| KBS 2TV   | 1996년 10월 15일 ~ 1998년 2월 10일 | 매주 화요일 밤 11시 ~ 12시 50분          |
| KBS 2TV   | 1998년 6월 16일 ~ 1999년 3월 23일  | 매주 화요일 밤 11시 ~ 12시 50분          |
| KBS 2TV   | 1998년 2월 16일 ~ 1998년 6월 9일   | 매주 월요일 ~ 화요일 밤 11시 ~ 11시 50분 |
| KBS 2TV   | 1999년 3월 30일 ~ 2001년 10월 30일 | 매주 화요일 밤 11시 ~ 12시 10분          |
| KBS 2TV   | 2002년 1월 15일 ~ 2002년 8월 6일   | 매주 화요일 밤 11시 ~ 12시 10분          |
| KBS 2TV   | 2001년 11월 6일 ~ 2002년 1월 8일   | 매주 화요일 밤 10시 50분 ~ 11시 50분     |

## 변천사
《서세원의 화요 스페셜》로 1996년 10월 15일에 첫방송을 하였으며, 1998년 2월 16일부터 월화 2회로 확대와 함께 《서세원쇼》로 개칭되었으나 MC 서세원의 주말-월화 겹치기 출연하기 때문에 물의를 하자마자 같은 해 6월 16일부터 매주 화요일 밤에 1회로 축소되었다.

## 코너
- 화요일에 만나요
- 토크박스
- 누드토크
- 실루엣 토크
- 스타만찬! 토크카드
- 스페셜 토크
- 오늘의 토크왕

## 에피소드 목록
1996년
- 10월 15일 (故)김자옥
- 10월 22일 엄앵란, 이수만, 김창환
- 10월 29일 백일섭, 김세환, 김보화
- 11월 5일 홍진희, 최종원, 명계남
- 11월 12일 이소라, 최은경, 서향순
- 11월 19일 조상현, 강부자, 전영록, 혜은이, 조정현
- 11월 26일 김동규, 최일도
- 12월 3일 유동근, 조형기
- 12월 10일 김완선, 소방차, 오영실
- 12월 17일
- 12월 24일 성탄특집 - 정선희, 클론, 변진섭, 노이즈, 심형래, 이승철
- 12월 31일 특집 서세원의 새해 스페셜 (밤 12시 10분 방송)

1997년
- 1월 14일 신영희
- 1월 28일 김형곤, 김한국
- 2월 4일 조경환
- 2월 18일 신현준, 정선경
- 2월 25일 김희선
- 4월 1일 이경영, 방은희, 이수아
- 4월 15일 구본승
- 4월 22일 신성우, 홍리나
- 5월 13일 임현식, 박원숙
- 5월 20일 조영남, 이경진, 송채환
- 5월 27일 여운계, 박정수, 배연정
- 6월 3일 박진영, 김지현, 최화정
- 6월 17일 김상순, 전원주, 김인문, 서승현
- 7월 1일 명계남, 이경영, 최진실
- 7월 8일 엄앵란, 김창숙, 최유라
- 7월 22일 조용필, 김창남, 신해철
- 7월 29일 김형곤, 심형래, 엄용수
- 9월 2일 최병서, 김보화, 박명수
- 9월 9일 김용건, 박원숙, 홍록기, 이의정
- 9월 23일 현미, 서수남, 이진관, 김창남
- 9월 30일 1부: 진미령, 이성미, 이경애 / 2부: 임성민
- 10월 7일 1부: 백일섭, 박혜숙, 윤다훈, 이은주 / 2부: 이장우, 장호일, 이상아
- 10월 21일 1부: 하일성, 홍수환, 이만기 / 2부: 임상아, 노현희, 최성민
- 10월 28일 신영희, 김영임, 선동혁
- 11월 4일 하희라, 신애라, 김혜선
- 11월 18일 1부: 신성일, 엄앵란 / 2부: 박상민, BB
- 11월 25일 박정선, 자우림 / 송대관, 태진아, 방실이
- 12월 9일 주병진, 이경실, 김흥국

1998년
- 1월 6일 1부: 이승연, 고소영 / 2부:
- 1월 13일 1부: 노사연, 유열, 최화정 / 2부: 현진영, 이탁
- 1월 20일 1부: 허진, 염정아, 유태웅, 노현희 / 2부: 이민우, 안연홍
- 1월 27일 임하룡, 서수남, 배연정, 업타운
- 2월 3일 1부: 윤문식, 박인환, 최주봉 / 2부: 봄여름가을겨울
- 2월 10일 여자 아나운서 3인방 최은경, 정은아, 이금희
- 2월 16일
- 2월 17일 김성환, 박용식, 정동남
- 2월 23일
- 2월 24일 이응경, 선우재덕, 최재성
- 3월 2일
- 3월 3일 이상우, 김완선, 윤다훈
- 3월 9일
- 3월 10일 김혜자, 김수미
- 3월 16일
- 3월 17일
- 3월 23일
- 3월 24일 제70회 《아카데미상》 시상식 편성으로 인한 결방[3]
- 3월 30일
- 3월 31일 왕종근, 김병찬, 최승돈
- 4월 6일
- 4월 7일 손범수, 김건모
- 4월 13일
- 4월 14일 임예진, 박성미, 박지영
- 4월 20일 조형기, 홍진희
- 4월 21일 김을동, 이정섭
- 4월 27일
- 4월 28일 임현식, 김자옥
- 5월 4일
- 5월 5일 김영옥, 선우은숙, 안병경
- 5월 11일
- 5월 12일 이성재, 유호정
- 5월 18일 성대현, 이본
- 5월 19일 김동규, 소찬휘, 방은희, 옥소리
- 5월 25일 서인석, 도지원, 김민희
- 5월 26일 변진섭, 신은경
- 6월 1일
- 6월 2일 임동진, 한혜숙, 채시라, 채국희
- 6월 8일 (월요일 마지막 방송)
- 6월 9일
- 6월 16일
- 6월 23일 최지우, 허재
- 7월 7일
- 7월 14일 박소현, 문경은
- 7월 21일
- 7월 28일
- 8월 4일 황신혜, 박원숙, 김병찬
- 8월 11일 김지수, 강남길
- 8월 18일 엄정화, 이강철
- 8월 25일
- 9월 1일 이본, 양원경
- 9월 8일 김희선
- 9월 15일
- 9월 22일 송윤아
- 9월 29일
- 10월 6일 최지우, 김원준, 핑클, 김재박
- 10월 13일 1부: 김원희, 이지훈 / 2부: 서정희, 조혜련, 컨츄리꼬꼬, 유리상자
- 10월 20일 강성연, 정찬
- 10월 27일 신은경, 조재현
- 11월 3일 명세빈, 변정수, 김한석, 이상우
- 11월 10일 박찬호
- 11월 17일
- 11월 24일 류시원, 한석규, 임웅균
- 12월 1일
- 12월 8일 유호정, 차승원, 선우재덕
- 12월 15일 고소영, 임창정, 이종범
- 12월 22일 김현주, 박용하, 왕종근 부부
- 12월 29일

1999년
- 1월 5일 컨츄리꼬꼬, 주영훈, 홍록기, 유재석, 이혜영, 이선진, 오락실
- 1월 12일 S.E.S., 장대일, 이윤성
- 1월 19일 성세정
- 1월 26일 최수종, 채시라
- 2월 9일 김혜영, 서용빈, 유혜정
- 2월 23일 패티 김, 카밀라
- 3월 2일 전도연
- 3월 9일 이재포, 김미숙
- 3월 16일 김윤진, 김세진
- 3월 23일 정흥채, 추상미
- 3월 30일 박진희, 룰라, 지석진, 유재석, 송은이, 박경림
- 4월 6일 장영주
- 4월 20일 태진아, 조혜련, 유승준
- 4월 27일 김흥국, 최강희, 배두나, 박시은, 장혁
- 5월 11일 남희석, 이휘재, 이장우, 변우민, 윤현숙, 장미화, 드렁큰 타이거
- 6월 22일 황신혜, 가수 박상민
- 6월 29일 김정균, 이승철, 주영훈, 클론, 유재석, 유승준, 박경림
- 7월 6일 안성기, 박중훈, 남희석, 김종석
- 7월 13일 컨츄리 꼬꼬, 박명수, 서혜린, 김태욱, 이재은
- 7월 20일 주영훈, 박상면, 이옥주, 야다
- 8월 3일 김희선, 설수현, 윤기원, 백지영, 컬트삼총사
- 8월 10일 심형래, 배동성, 노현희, 송은이
- 8월 17일 이승엽, 김지선, 컨츄리꼬꼬, 유열, 심현섭, CSI
- 8월 24일 류시원, 김미화, 컬트삼총사
- 8월 31일 차승원, 이경애, 박명수, 박지윤
- 9월 7일 김석훈, 이병진, 양파, 유리상자
- 9월 14일 채림, 김한국, 이옥주, 박미경
- 9월 21일 김지영, 양종철, 박광현
- 9월 28일 (가을 특집 토크박스)
- 10월 5일 (100회 특집) 류시원, 김규리, 유재석
- 10월 12일 이병진, 박경림, 클릭비
- 10월 19일 이영애, 추상미, 김민, 구성애
- 10월 26일
- 11월 2일 이형철, 배동성, 김진희, 이상민, 채리나, 젝스키스
- 11월 9일 안재욱, 조형기, 양원경, 이혜은, 야다, 유채영
- 11월 16일 안재욱
- 11월 23일 김상경, 이재포, 컬트 삼총사, 유채영
- 11월 30일 개그콘서트 팀
- 12월 7일 최수종, 김민종, 조재현, 이승연, 송채환, 조혜련
- 12월 14일 이경규, 이종원, 김가연, 성동일, 김진희, 이상인
- 12월 21일 김건모, 심현섭, 박진희, 이재은, 박경림
- 12월 28일 송년특집

2000년
- 1월 4일 이정현

- 2월 8일 김지훈, 김석민. 홍석천. 이의정 등
- 2월 15일 조승우, 이효정
- 3월 14일 김지훈, 심원철, 이지희, 안정훈, 배동성, 전지나
- 5월 2일 박진희, 이의정, 박경림, 박시은
- 5월 9일 게스트없음
- 5월 16일 게스트없음
- 5월 23일 서정희, 이옥주, 서동균, 최재훈
- 5월 30일 김현주, 박혜경, 컬투, 양진석
- 6월 6일 게스트없음
- 6월 13일 원타임 오진환
- 6월 20일 김희선, 김영철, 홍경민, 이지희
- 6월 27일 지석진, 송은이, 남궁 연, 김지훈
- 7월 4일 영화배우 박상면, 영화배우 박상민, 가수 박상민, 댄스 음악 그룹 룰라, 가수 김원준
- 7월 11일 클론, 홍록기, 태사자, 김준호
- 8월 1일 컬투, 남희석, 지상렬, 배동성, 홍경민, 박혜경, 캔, 클레오
- 8월 8일 컨츄리 꼬꼬, 남궁연, 김학래, 지상렬, 염경환, 이동건
- 9월 26일 백지영, 김현정, 박지윤
- 10월 3일 강초현
- 10월 10일 핑클
- 10월 31일 토크박스 마이너리그 - 김상혁, 김지훈, 김석민, 이종원, 강현수, 백지영, 김영철
- 11월 7일 토크박스 마이너리그 - 김상혁, 김지훈, 김석민. 이종원, 강현수, 백지영, 김영철
- 11월 14일 조수미, 조성모 / 토크박스 마이너리그 - 김상혁, 김석민, 이종원, 강현수, 엄지원, 김영철
- 11월 21일 god
- 12월 5일 양종철, 이옥주
- 12월 26일 유승준, 핑클, 임창정 / 토크박스 - 김지훈, 배기성, 고유진, 김정훈 등 총 19명 출연[4]

2001년
- 1월 16일 신해철, 남궁연
- 1월 30일 조성모, 유승준, 차태현, 김종국, 홍경인, 코요태, 안재환

- 2월 6일 이휘재, 유재석, 정준하, 염경환, 지상렬, 이혁재, 김종석 등
- 2월 13일 강원래, 양종철, 디바, 김상혁, 김태형, 양원경
- 2월 20일 원미연, 강수지, 이본, 강병규 (야!한밤에 싱글파티 출연자) / 조혜련, 이성미, 김보화, 조갑경, 장정희, 김민희, 이다 도시, 최할리 (토크박스 아줌마들)
- 2월 27일 최민수 / 솔로 vs 그룹 : 임창정, 싸이, 이수영, 김조한, 가수 김선아, 성시경, 캔, 듀크, 플라워(고유진, 김우디)
- 3월 6일 송혜교, 옥주현
- 3월 13일 김장훈, 이현우, 신성우
- 3월 20일 남희석
- 3월 27일 홍서범, 유준상, 배우 박상민, 김민
- 4월 3일 박상면, 강성진, 안재모
- 4월 10일 핑클
- 4월 17일 배우 김영철
- 4월 24일 홍경민, 싸이
- 5월 22일 강호동, 강병규, 핑클
- 6월 19일 하리수
- 7월 3일 김건모, 심현섭, 차태현, 김종국, 홍경민
- 7월 10일 토크박스 3년 결산 왕중왕전 : 송은이, 유재석, 김지훈, 김석민, 김정균, 유채영, 김한석, 지석진, 주영훈, 박경림, 조은숙, 김영철
- 7월 17일 토크박스 3년 결산 왕중왕전(토크박스 마지막회) : 송은이, 유재석, 김지훈, 김석민, 김정균, 유채영, 김한석, 지석진, 주영훈, 박경림, 조은숙, 김영철
- 7월 24일 김건모, 윤종신, 홍경민, 김종국, 신화
- 8월 7일 이효리, 전진 & 이민우(신화), 손범수, 박진영
- 8월 14일 탁재훈 & 이효림 부부, 신정환
- 8월 21일 강타 솔로 데뷔 스페셜
- 8월 28일 남희석
- 9월 4일 한고은 / 신화, SES
- 9월 11일 김호진
- 9월 18일 강타, 이지훈, 신혜성, 이성진
- 10월 16일 이현우, 박진희, 윤종신, 유리상자, 성시경
- 10월 23일 윤다훈
- 10월 30일 이휘재, 유재석
- 11월 6일 김정은 / 김태욱 & 채시라 부부
- 11월 13일 정준호 & 정웅인 & 정운택
- 11월 20일 엄정화, 주영훈
- 12월 4일 god
- 12월 11일 개그콘서트 팀
- 12월 25일 성탄특집 김종서, 김건모, 주영훈, 엄정화, 홍경민, 최진영, 김종국, 홍진경

2002년
- 1월 8일 최수종 & 하희라 부부
- 1월 15일 god, 최지우
- 3월 12일 박용하, 박솔미
- 3월 19일 노총각 스페셜
- 3월 26일 안재욱
- 4월 2일 돌아온 4색 요정 핑클
- 4월 9일 조재현, 고수
- 4월 16일 차인표, 박광정, 챨리 천
- 4월 23일 이미숙, 김원희, 김민, 김현수, 김보성
- 4월 30일 박수홍, 박경림
- 5월 7일 신화 스페셜
- 5월 14일 컨츄리 꼬꼬
- 5월 21일 배기성, 박상민, 손무현, 김상혁, 정태우
- 5월 28일 장혁, 강병규, 노현희, 옥주현, 안선영
- 6월 18일 이계인, 태진아, 김흥국, 박준규, 이광기, 김경식, 김경희, 은지원, 자두, 소이
- 6월 25일 김남일, 송종국[5]
- 7월 9일 KBS 일일연속극 특집편 당신 옆이 좋아 팀 이재룡, 하희라, 권해효, 김창완, 정혜영, 이자영
- 7월 16일 386 가수 스페셜
- 7월 23일 썸머 스페셜 제1탄 - 여름철 건강 특집
- 7월 30일 썸머 스페셜 제2탄 - 여름엔 떠나자! 박용하, 유진, 이동욱, 이유리, 김세아, 김지훈
- 8월 6일 썸머 스페셜 제3탄 - 시원한 미녀들과의 여름나기 공효진, 김민선[6] (마지막회)

## 논란
- 2002년 6월 25일 방송분에서 축구선수 김남일과 송종국의 가정사에 대해 우롱하는 내용이 문제가 되었으며, 진행자인 서세원은 시청자들에게 사죄하였으나 이마저도 무시하고 프로그램의 진행방식을 고집하다가 결국 시청자들의 비난을 면치 못하였다. 이로 인하여 사태가 걷잡을 수 없이 커지다가 제작 파행까지 빚어지면서 결국 2002년 8월 6일 방송을 끝으로 제작이 중단됐다. 이 즈음 서세원이 마카오에서 원정도박을 한 사실이 밝혀지면서 프로그램은 방영을 못하게 되었고, 2002년 10월 28일에 시행된 KBS 가을 개편에 따라 프로그램은 정식 폐지되었으며, 서세원은 결국 연예계에서 몰락하였다.
- 그러나 본인의 원정도박은 사실이 아니라며 이 사건을 허위 제보한[7] 모 시민단체 담당자와 이를 보도한 기자들을 상대로 2005년 9월 6일 고소장을 제출했다. 그리고 이 프로그램은 2002년 최악의 프로그램 1위라는 불명예를 남기게 되었다.
- 서세원은 2005년 5월, SBS FM <4시의 열사모> DJ로 방송복귀를 시도했지만, 좋지 않은 여론으로 좌절됐고[8], 2007년에 해당 프로그램과 비슷한 포맷의 프로그램[9]인 케이블 채널 YTN 스타 <서세원의 生쇼> MC를 맡아 방송에 복귀했음에도 자식과 나이가 비슷한 젊은 연예인들과 어울려 말장난을 하기에는 이미 나이가 너무 먹어버린 데다 과거 한번 인기를 누려온 서세원식 토크가 더는 대중에게 어필하지 못했다는 혹평을 받아왔다.
- 그 외에도[10] 역시 좋지 않은 여론 탓인지 지상파에는 돌아오지 못했는데 <서세원의 生쇼>는 2007년 5월 23일 방영분에서 MC 서세원 등 출연자들이 술을 마시며 토크쇼를 진행하고 출연자 사이 반말을 사용하는 등 방송으로는 부적절한 내용이 청소년시청보호시간대에 방영된 탓인지 방송위원회로부터 '경고' 조치를 받았으며[11] MC 서세원이 프로그램 방영 당시 증권거래법 위반 혐의-주가조작과 횡령범위 등으로 구설수에 올랐고[12], 이로 인해 서세원은 2007년 12월 31일 징역 2년 6개월-집행유예 3년 및 벌금 1억원을[13] 선고받았다.

## 참고 사항
- 2000년 2월 29일 당시, 최고 시청률 34.8%를 기록하였다.[14]
- 서세원이 2010년 6월 1일부터 주가 조작 및 회사 자금 횡령 혐의로 KBS에서 출연정지 처분을 받음에 따라, 다시보기 서비스를 통해 영상 판매 자체가 불가능한 상태이다.

## 같이 보기
- 우리동네 예체능 (2013년 4월 9일 ~ 2016년 10월 4일)
- 달빛프린스 (2013년 1월 22일 ~ 2013년 3월 12일)
- 김승우의 승승장구 (2010년 2월 2일 ~ 2013년 1월 15일)
- 상상더하기 (2004년 11월 2일 ~ 2010년 1월 26일)
- 해피투게더 (2001년 11월 8일 ~ 2020년 4월 2일)
- 야!한밤에 (2000년 5월 4일 ~ 2003년 6월 18일)
- 밤의 이야기 쇼 (1997년 3월 5일 ~ 1998년 2월 19일)
- 밤과 음악사이 (1993년 10월 21일 ~ 1997년 2월 27일)
- 밤으로 가는 쇼 (1992년 4월 7일 ~ 1993년 10월 13일)
- 조영남쇼 (1993년 5월 6일 ~ 1993년 10월 15일)
- 자니 윤 쇼 (1989년 3월 8일 ~ 1990년 4월 5일)